# All on Account of Checkers

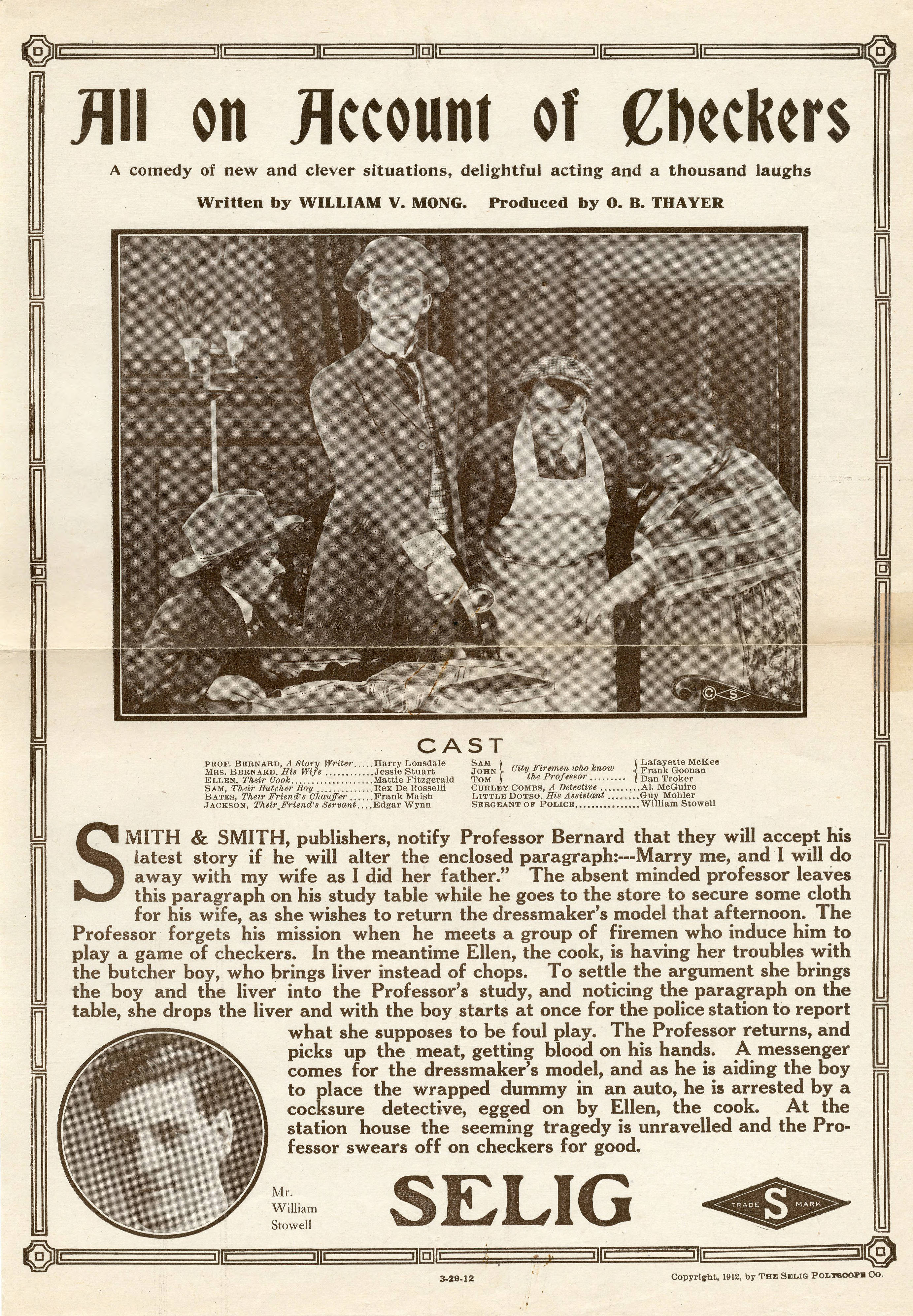
Flyer promotionnel, 1912.

All on Account of Checkers est un film muet américain réalisé par Otis Thayer et sorti en 1912.

## Fiche technique
- Titre : All on Account of Checkers
- Réalisation : Otis Thayer
- Producteur :  William Selig
- Société de production : Selig Polyscope Company
- Société de distribution : Selig Polyscope Company
- Pays d'origine :  États-Unis
- Langue : film muet avec les intertitres en anglais
- Format : Noir et blanc — 35 mm — 1,33:1 — Muet
- Genre : Film dramatique
- Durée : 10 minutes
- Dates de sortie : 
  - États-Unis : 29 mars 1912

## Distribution
- Harry Lonsdale
- Jessie Stewart
- Mattie Fitzgerald
- Rex De Rosselli
- Frank Maish
- Edgar G. Wynn
- Lafe McKee
- Frank Goodman
- Dan Troker
- Major J.A. McGuire
- Guy Mohler
- William Stowell
- William V. Mong